# 約夫島

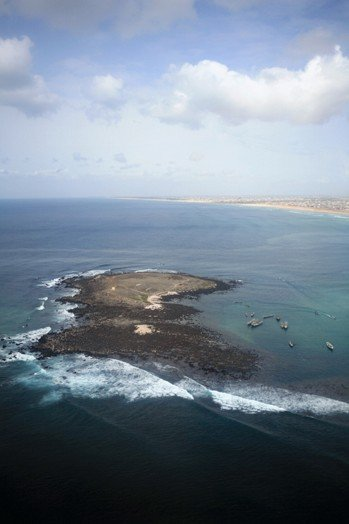

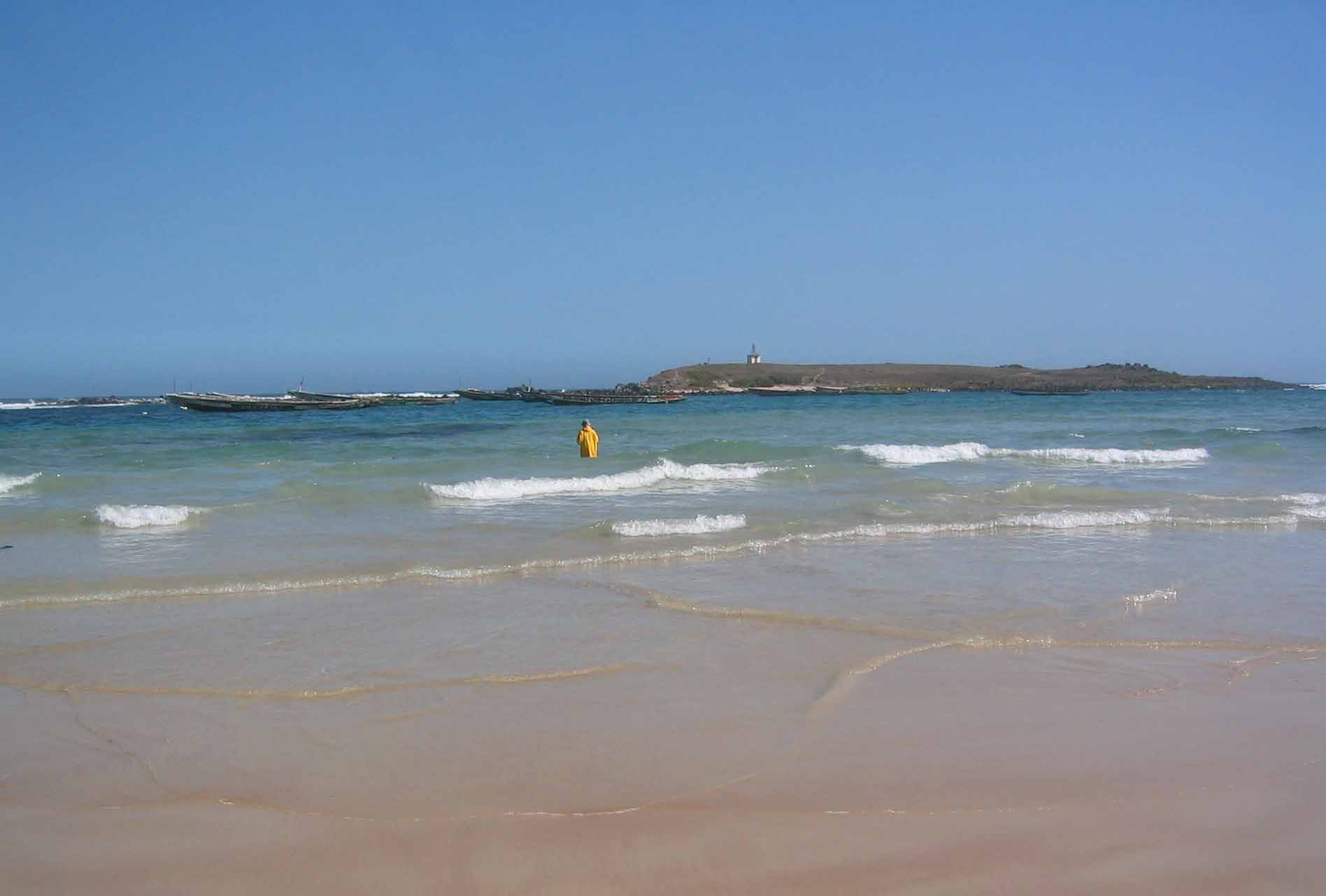

約夫島是塞內加爾的島嶼，位於大西洋海域，面積0.2平方公里，最高點海拔高度9米，該島是多種海鳥的產卵地，島上有一座燈塔，島上無人居住。